# Otto Licha (Schriftsteller)
Otto Licha (* 14. Februar 1952 in Wien) ist ein österreichischer Lehrer, Schriftsteller und Komponist.

## Leben und Wirken
Otto Licha lebt seit 1954 in Innsbruck. Er schloss sein Studium aus Physik und Mathematik an der Universität Innsbruck 1979 mit dem Doktorat ab. Zudem absolvierte er während seiner Schulzeit eine Ausbildung am Konservatorium der Stadt Innsbruck im Hauptfach Violine. Er war Assistent an der Universität Innsbruck, später freiberuflich tätig und arbeitet seit 1992 auch als AHS-Lehrer in den Fächern seines Studiums.
Licha ist Schriftsteller sowie Texter und Komponist zahlreicher Lieder, so für die Innsbrucker Musikgruppe „Süden“. Er schuf außerdem einige Dokumentarfilme und Filmessays sowie die musikalische Nachvertonung von Stummfilmen für „Österreich in historischen Filmaufnahmen“ des Filmarchivs Austria.
Seit 2001 ist Otto Licha Mitglied der Grazer Autorenversammlung.

## Schriften
- Rand der Berge. Erzählung. Tiroler Autorinnen Kooperative TAK, Innsbruck 1990. ISBN 3-900888-05-1.
- Albert und der Dichter. Eigenverlag, Innsbruck 1990.
- Die Begegnung. Wir leben nicht des Sinnes wegen. AT-Edition, Münster 2004. ISBN 3-89781-054-9.
- Zuagroaste. Kalendergeschichten. AT-Edition, Münster 2005. ISBN 3-89781-082-4.
- Geiger. Roman. Limbus Verlag, Innsbruck 2008, ISBN 978-3-902534-19-4.[1]
- Salzkruste. Roman. Limbus Verlag, Innsbruck 2010, ISBN 978-3-902534-40-8.
- Kripp. Roman. Limbus Verlag, Innsbruck 2012, ISBN 978-3-902534-56-9.
- Sieben. Hypo-Roman. Limbus Verlag Innsbruck 2013, ISBN 978-3-902534-78-1.